# توتکو، استونی
توتکو، استونی (به لاتین: Tutku, Estonia) یک روستا در استونی است که در دهستان لیسی واقع شده‌است.